# (59000) Beiguan
(59000) Beiguan est un astéroïde de la ceinture principale.

## Description
(59000) Beiguan est un astéroïde de la ceinture principale. Il fut découvert le 17 septembre 1998 à la station de Xinglong par le programme Beijing Schmidt CCD Asteroid Program. Il présente une orbite caractérisée par un demi-grand axe de 2,21 UA, une excentricité de 0,12 et une inclinaison de 4,8° par rapport à l'écliptique.

## Compléments